# Diocese de San Rafael
A Diocese de San Rafael (em latim: Dioecesis Fororaphaëliensis) é uma diocese localizada na cidade de San Rafael, pertencente a Arquidiocese de Mendoza na Argentina. Foi fundada em 10 de abril de 1961 pelo Papa João XXIII. Com uma população católica de 226.640 habitantes, sendo 83,1% da população total, possui 29 paróquias com dados de 2017.

## História
A diocese de San Rafael foi criada a partir da Diocese de Mendoza em 10 de Abril de 1961. Essa por sua vez foi elevada à categoria de Arquidiocese. 

## Lista de bispos
A seguir uma lista de bispos desde a criação da diocese. 
|                             | Nome                           | Período    | Notas                              |
| Bispos                      | Bispos                         | Bispos     | Bispos                             |
| --------------------------- | ------------------------------ | ---------- | ---------------------------------- |
| 8º                          | Carlos María Domínguez, O.A.R. | 2023-2025  | Bispo emérito                      |
| 7º                          | Eduardo Maria Taussig          | 2004-2022  | Bispo emérito                      |
| 6º                          | Guillermo José Garlatti        | 1997-2003  | Nomeado Arcebispo de Bahía Blanca  |
| 5º                          | Jesús Arturo Roldán            | 1991-1996  |                                    |
| 4º                          | León Kruk                      | 1973-1991  |                                    |
| 3º                          | Oscar Félix Villena            | 1970-1972  |                                    |
| 2º                          | Jorge Carlos Carreras          | 1965-1969  | Nomeado Bispo de San Justo         |
| 1º                          | Raúl Francisco Primatesta      | 1961-1964  | Nomeado Arcebispo de Córdoba       |
| Administradores Apostólicos |                                |            |                                    |
|                             | Marcelo Fabián Mazzitelli      | 2025-atual | Bispo auxiliar de Mendoza          |
|                             | Carlos María Domínguez, O.A.R. | 2022-2023  | Bispo auxiliar de San Juan de Cuyo |
|                             | Cándido Genaro Rubiolo         | 1996-1997  |                                    |
|                             | Olimpo Santiago Maresma        | 1972-1973  |                                    |